# ブリン・タイラー
ブリン・タイラー（Brynn Tyler、1987年11月14日 - ）は、アメリカ合衆国のポルノ女優。テキサス州タイラー出身。

## 経歴
2010年AVN最優秀新人賞にノミネートされた。